# Florencia Eugenia Vilanova de von Oehsen
Florencia Eugenia Vilanova de von Oehsen (* 4. August 1972) ist eine salvadorianische Diplomatin und Botschafterin. Sie ist seit Oktober 2017 Botschafterin von El Salvador in Deutschland und war von 2007 bis 2016 Generalkonsulin in Berlin.

## Ausbildung und Berufsweg
Florencia Eugenia Vilanova de von Oehsen erhielt 1994 ein Stipendium von USAID und studierte von 1994 bis 1997 Informatik mit Schwerpunkt Verwaltung an der Universidad Francisco Gavidia in San Salvador. Berufsbegleitend absolvierte sie 2003 den Bachelor of Business Administration an der Verwaltungs- und Wirtschaftsakademie (VWA) in Berlin. Im Jahr 2011 erhielt Vilanova ein Diplom für salvadorianische Konsuln. Zur bikulturellen Mediatorin wurde sie 2013 ausgebildet und 2016 begann sie ein Fernstudium in Völkerrecht.
Vilanova arbeitete von 1991 bis 1997 an drei Projekten der Deutschen Gesellschaft für Technische Zusammenarbeit (GTZ) in ihrem Heimatland mit. Sie trat 1997 als Assistentin an der Botschaft in Bonn in den diplomatischen Dienst von El Salvador ein. Fünf Jahre später wurde sie zur Vizekonsulin an der Botschaft in Berlin ernannt. In gleicher Position wechselte Vilanova 2005 an das Generalkonsulat in Washington, D.C., wo sie als Konsulin für die Hauptstadt, Maryland und Virginia zuständig war. Als Generalkonsulin im Range eines Ersten Sekretärs kehrte sie 2007 nach Berlin zurück. Vier Jahre später wurde sie Doyenne des Berliner Konsularischen Korps (BCC).
Vilanova de von Oehsen wurde 2016 Gesandte-Botschaftsrätin und Chargé d’affaires ad interim für Deutschland und weitere von Berlin aus betreute Staaten. Am 16. Oktober 2017 wurde sie zur außerordentlichen und bevollmächtigten Botschafterin von El Salvador in Deutschland akkreditiert.
Vilanova spricht Spanisch, Deutsch und Englisch.